# Кваоар
50000 Кваоар (енгл. Quaoar) је нерезонантни транс-нептунски објекат и могућа патуљаста планета у Кујперовом појасу, подручје ледених планетесимала изван Нептуна. 
У пречнику има око 1,121 1.121 km (697 mi) приближно половину пречника Плутона. Објекат је откривен од стране америчких астромома Чеда Трујила и Мајкла Брауна у Паломар обсерваторији 4. јуна 2002. Пронађени су знакови воденог леда на површини Quaoarа, што сугерише да се криовулканизан може појавити на Quaoaru. Мала количина меатана присутан је на његовој површини који могу задржати само највећи објекти Кујперовог појаса.У фебруару 2007, Weywot, синхрони мјесец у орбити око Quaoara, открио је Браун. Oба објекта су именовани по митолошким личностима Индијанских народа Тонгве у Јужној Калифорнији. Quaoar је божанство стваралаца Тонгве,а Weywot је његов син.

## Историја

### Откриће
Quaoar је откривен 4. јуна 2002. од стране америчких астромома Чеда Трујила и Мајкла Брауна у Паломар обсерваторији код Паломар ланине у Сан Дијегу. Откриће је било састављено од истраживања неба широког подручја града Калтек, које је дизајнирано да тражи најсјајније објекте Кујперовог појаса помоћу телескопа Семјуел Ошин од 1,22 метра у Паломар Обсерваторији. Quaoar је први пут идентификован у сликама Трујилоа 5. јуна 2002, када је примјетио нејасан објекат магнитуде 18,6 који се полако креће међу звијездама сазвијежђа Змијоноша. Quaoar се чинио релативно свијетлим за удаљени објекат, што сугерише да би могао да има величину упоредиву са пречником патуљасте планете Плутона.
Да би утврдили Quaoar-ову орбиту, Браун и Трујило покренули су потрагу за архивским сликама прекривања. Они су добили неколико слика снимљених NEATH-ом из различитих опсерваторија у 1996. и 2000–2002. 
Посебно су пронађене и двије архивске фотографске плоче које је снимио астроном Чарлс Т. Ковал у мају 1983. године, који је у то вријеме тражио хипотетичну Планету X у Паломар обсерваторији. Из ових слика, Браун и Труило су могли да израчунају Quaoarову орбиту и дистанцу. Додатне слике Quaoar-а касније су биле идентификоване, при чему су најстарије познате на фотографској плочи снимљеној 25. маја 1954. из Palomar Observatory Sky Survey.
Прије него што је најавио откриће Quaoar-a, Браун је планирао да изврши накнадна опажања помоћу свемирског телескопа Хабл за мјерење величине Quaoar-a Такође је планирао да најави откриће што је прије могуће и установио је да је потребно да информације о открићу чувају повјерљивим током праћења. Умјесто да поднесе свој Хабл приједлог под стручну рецензију, Браун је свој приједлог предао директно једном од Хаблових оператера, који је одмах доделио вријеме Брауну. Док је постављао алгоритам посматрања за Хабл, Браун је такође планирао да користи један од Кецкових телескопа у Мауна Кеи, на Хавајима, као дио студије о криовулканизму на мјесецима Урана. Ово му је обезбедило додатно вријеме за праћење и искористио је цјелокупну сесију посматрања у јулу за анализу Quauar-овог спектра и карактеризацију његовог површинског састава.

## Ротација
Период ротације Quaoar-a је неизвестан, а дата су два могућа периода ротације Quaoar-a (8,64 сата или 17,68 сати). На основу ротационих свјетлосних кривина Quaoar-a посматраних од марта до јуна 2003. године, његов период ротације се мјери 17,6788 сати.

## Сателит
Quaoar има један познати мјесец, Weywot (пуна ознака (50000) Quaoar I Weywot), откривен је 2006. Сматра се да има пречник негдје око 170 km (110 mi).